# 观音山站 (南通市)
觀音山站是南通轨道交通2号线的地铁车站，位于中华人民共和国江苏省南通市崇川区 青年路与太平路交叉口地下，于2023年12月27日开通。

## 车站结构
觀音山站沿青年路设置，呈東西走向，为地下二层岛式站台车站。车站地下一层为站厅层，地下二层为站台层。
| 地面              | 出入口 | 1、2、3出入口                                                                                         |
| 地下一层          | 站厅   | 客服中心、自动售票机、验票机                                                                          |
| 地下二层          | 站台层 | \| \| \| 2号线往幸福（通富北路） \| \| 島式 · 開左邊车门 \| \| \| \| \| \| 2号线往先锋（南通东站） \| |
|                   |        | 2号线往幸福（通富北路）                                                                               |
| 島式 · 開左邊车门 |        | |
|                   |        | 2号线往先锋（南通东站）                                                                               |

## 车站出口
觀音山站共设3个出口，各出口及周围设施如下所示：
| 编号                | 周边信息 | 照片 | 无障碍设施 |
| ------------------- | -------- | ---- | ---------- |
| 1 · 出口            |          |      | 不適用     |
| 2 · 出口 · （设有） |          |      |            |
| 3 · 出口            |          |      | 不適用     |
| 图例： 设有         |          |      |            |

## 车站历史
该站规划与建设时名称为太平路北站，开通前更名为觀音山站。
- 2020年8月14日，正式站名公布，本站命名为觀音山站[3]。
- 2023年12月27日，随2号线一期工程通车一同开通[1]。